# Adrien de La Vieuville de Vignacourt
Adrien de La Vieuville de Vignacourt dit aussi Adrien de La Viefville de Vignacourt est un commandeur hospitalier, un prieur de Champagne et un écrivain.

## Famille et origine
Adrien de La Vieuville de Vignacourt est le fils d'Alexandre de La Vieuville, Marquis d'Orvilliers et d'Angélique de Vignacourt, elle-même propre nièce d'Adrien de Wignacourt (1618-1697), grand maître de l'ordre de Saint-Jean de Jérusalem de 1690 à 1697, et petite nièce d'Alof de Wignacourt (1547-1622), grand maître de l'ordre de Saint-Jean de Jérusalem en 1601.

## Vie
D'une famille très implantée dans l'ordre de Saint-Jean de Jérusalem, Adrien de La Vieuville de Vignacourt a été présenté de minorité dans l'Ordre le 18 juillet 1692 à l'âge de 11 ans. À sa majorité il fait ses caravanes pour devenir chevalier de Malte.
Après avoir fait quelques campagnes sur les galères de La Religion, il revint en France, et employa ses loisirs à la culture des lettres. Plusieurs romans écrits d'un style naturel et agréable auraient suffi pour lui mériter à cette époque une réputation assez étendue ; mais le succès de ses ouvrages ne put le décider à s'en avouer l'auteur. Il poussa plus loin l'insouciance à cet égard, que lorsqu'on eut répandu le bruit qu'il n'était que le prête-nom du comte de Vaudrey, il ne fit entendre aucune réclamation.
Devenu commandeur il est nommé en 1758 prieur de Champagne, Adrien de la Vieuville de Vignacourt dut renoncer à des amusements qui pouvaient paraître trop frivoles pour un homme de son rang ; mais il continua de faire par son esprit, le charme des sociétés qu'il fréquentait. Il mourut le 29 septembre 1774 dans un âge très avancé.
Son portrait est encore au château de Voulaines-les-Templiers.

## Ouvrages
- La Comtesse de Vergy, nouvelle histoire galante et tragique, Paris, 1722
- Adèle de Ponthieu, nouvelle historique, Paris, 1723
- Les amusements de la Campagne ou le Défi spirituel, Paris, 1724
- Les aventures du Prince Jakaya, 1732